# Luis Sosa
Luis Sosa (nascido em 15 de outubro de 1949) é um ex-ciclista uruguaio. Representou o Uruguai durante os Jogos Olímpicos de 1968, na prova de contrarrelógio.